# Wallander – Kuriren
Wallander – Kuriren är en svensk thriller från 2009. Det är den tredje filmen i den andra omgången med Krister Henriksson som Kurt Wallander. Filmen släpptes på DVD den 22 juli 2009.

## Handling
En MC-förare hittas död nedanför ett stup och den lokala MC-klubben blir genast misstänkt. Allt pekar på att offret har kopplingar till denna klubb. 

## I rollerna
Återkommande:
- Krister Henriksson - Kommissarie Kurt Wallander
- Lena Endre - Katarina Ahlsell, åklagare
- Mats Bergman - Nyberg, kriminaltekniker
- Douglas Johansson - Martinsson, kriminalinspektör
- Fredrik Gunnarsson - Svartman, polisman
- Stina Ekblad - Karin Linder, obducent
- Nina Zanjani - Isabelle, polisaspirant
- Sverrir Gudnason - Pontus, polisaspirant

I detta avsnitt:
- Noah Valdfogel - Elias, Katarinas son
- Sophus Windeløv - Johannes Andersen
- Beate Bille - Petra
- Rafael Pettersson - Hans Kolt
- Dragomir Mrsic - Jovan Brankovic
- Zeljko Santrac - Misco / maskerad man
- Tomas Köhler - Mats Runberg
- Mats Eklund - Bo Hagström
- Inga Landgré - Nybergs mamma
- David Hagman - Lillis
- Jan-Erik Emretsson - Nico
- Jörgen Darfelt - Tore Granlund
- Sebastian Holmgren - Erik Stråh
- Sebastian Nesser - Jörgen
- Monica Lindroth - Lärarinna
- Sita Verma - Rebecca, polis
- Carlos Fernando - Polis Ystad
- Maria Eriksson - Johannes Roadracing team
- Peter Johansson - Johannes Roadracing team
- Stefan Hansson - Johannes Roadracing team
- Mattias Törnqvist - Som Johannes vid roadracing scenerna
- Jens Gustafson - Förare roadracing scenerna
- Pontus Jönsson - Förare motocross scenerna